# Weilerswist
Weilerswist ist eine Gemeinde im Norden des Kreises Euskirchen im Südwesten des Bundeslandes Nordrhein-Westfalen.

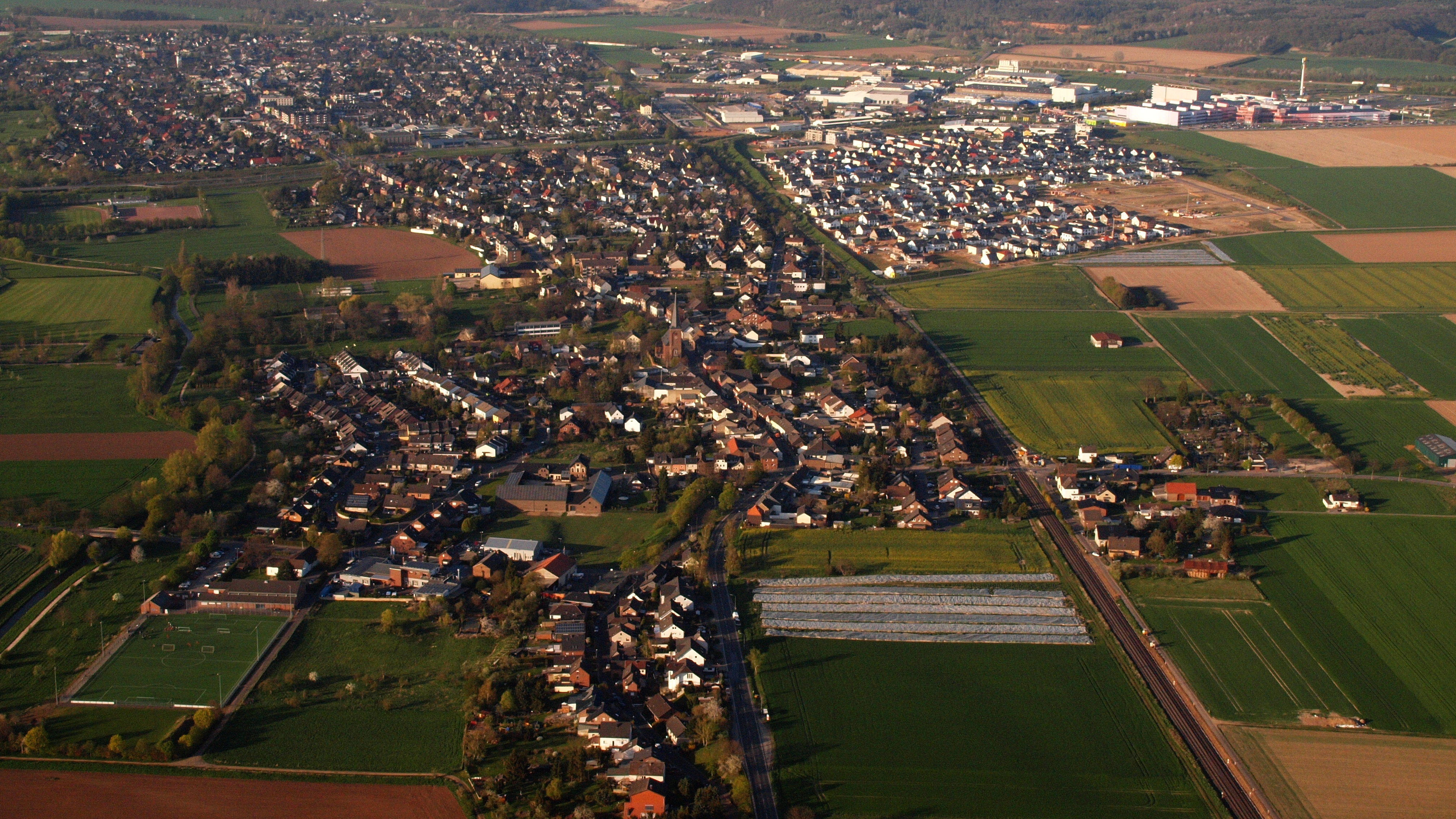
Luftaufnahme von Weilerswist (2015)

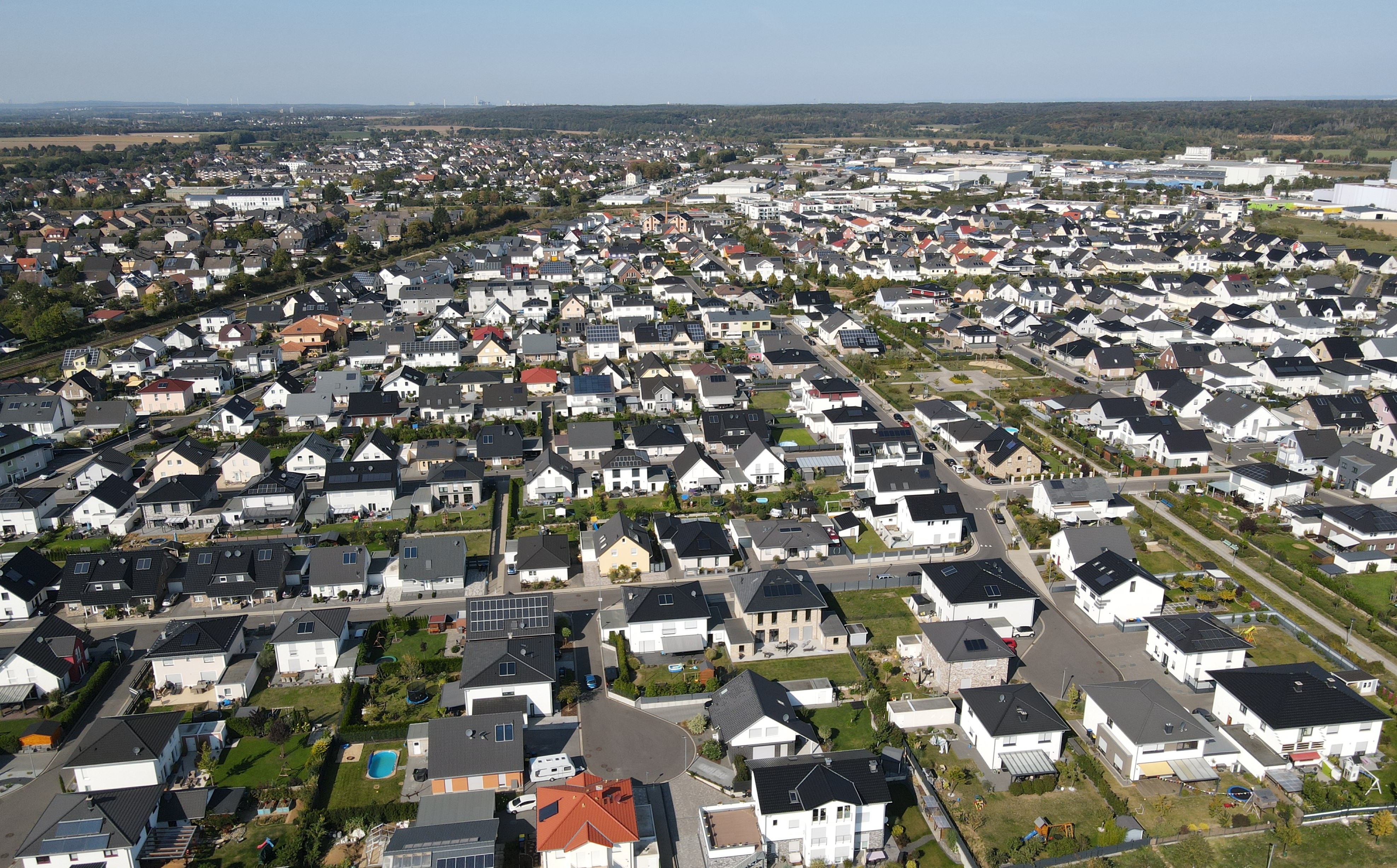
Wohnbebauung im Süden von Weilerswist (2020)

## Geografie
Weilerswist liegt zwischen der Zülpicher Börde und dem Vorgebirge, am südwestlichen Rand der Ville, eines Höhenzuges der Kölner Bucht. Durch das Gemeindegebiet fließen im Osten die Swist und im Westen die Erft, die in Weilerswist von vier kleineren Nebengewässern gespeist werden. Im Norden grenzt die Gemeinde an die Städte Brühl und Erftstadt (beide im Rhein-Erft-Kreis), im Osten an die Stadt Bornheim und die Gemeinde Swisttal (beide im Rhein-Sieg-Kreis), im Süden an die Kreisstadt Euskirchen sowie im Westen an die Stadt Zülpich (ebenfalls im Kreis Euskirchen).

## Gliederung
Die Gemeinde ist in sechs Ortschaften mit eigenen Ortsbürgermeistern und fünfzehn Ortsteile untergliedert.
| Ortschaften (Stand: 2016) |                                                 |
| ------------------------- | ----------------------------------------------- |
| Weilerswist               | Weilerswist und Neuheim                         |
| Vernich                   | Großvernich, Kleinvernich und Horchheim         |
| Metternich                | Metternich                                      |
| Müggenhausen              | Müggenhausen, Schwarzmaar und Neukirchen        |
| Lommersum                 | Lommersum und Bodenheim                         |
| Hausweiler-Derkum         | Hausweiler, Derkum, Ottenheim und Schneppenheim |

## Geschichte
In der fruchtbaren Börde rund um die Swist und die Erft fanden bereits seit Jahrhunderten Menschen ausreichend Nahrung und siedelten sich dort an. So gibt es Siedlungsspuren von Menschen des Jungpaläolithikums, der Bandkeramiker, der Urnenfelderleute und Siedlungen aus der Latènezeit auf dem heutigen Gebiet der Gemeinde Weilerswist. Kelten und Germanen, vor allem aber Römer hinterließen ebenfalls ihre Spuren. Zahlreiche Siedlungen und Einzelhöfe (siehe Villae Rustica) bestanden. Ortsbezeichnungen wie Weiler, Vernich und Metternich weisen darauf hin, ebenso bei Ausgrabungen gefundene Fundamente, Artefakte, Reihengräber und Sarkophage.
Ein Kultzentrum befand sich auf dem Swister Berg. Bei den 1933 von Peter Anton Tholen durchgeführten Grabungen wurden Reste eines größeren Tempelbezirkes entdeckt. Dort wurden Matronen verehrt, aber auch der Göttin Diana war ein Weihestein gesetzt worden. Ebenfalls befand sich dort an der vom Kastell Bonn zum Kastell Neuss über den Swister Berg führenden Heerstraße eine Jupitersäule, deren oberer Teil ebenfalls aufgefunden wurde.
Als die Franken das Gebiet übernahmen, wurden neue Siedlungen gegründet. Dörfer wie Lommersum (Lommundesheim), Derkum (Dedinchheim), Bodenheim, Ottenheim und Schneppenheim, die auf „heim“ enden, verweisen auf eine Gründung durch einen fränkischen Sippenführer. Seit karolingischer Zeit sind Urkunden aus Orten der Gemeinde Weilerswist überliefert. Die Ersterwähnung des Ortes Weilerswist als „Wilrezwist“ stammt vom 9. Juli 1310. Die Herrschaft Weilerswist, die 1303 von Dietrich von Kleve und dessen Ehefrau Lisa an den Kölner Erzbischof Wikbold von Holte verpfändet worden war, gelangte nach nicht erfolgter Einlösung in den Besitz des Kölner Erzstiftes.
Weilerswist gehörte zum kurkölnischen Amt Brühl, besaß jedoch ein eigenes Gericht ohne Hochgerichtsrechte. Diese wurden vom Gericht Brühl ausgeübt. Innerhalb des Gerichtsbezirkes Weilerswist lagen mehrere Hofesverbände mit Hofgerichten. Es waren die des Stiftes Sankt Andreas in Köln in Oberswist, des Stiftes Sankt Gereon in Köln in Swist und die des Hauses Kühlseggen, zu dem auch der Kaulenhofesverband gehörte. Die Hochgerichtsrechte, die sowohl Sankt Gereon als auch Haus Kühlseggen besaßen, gingen im Laufe der Jahrhunderte verloren. Im 17. Jahrhundert besaß der Landesherr, der Kurfürst von Köln, alle Hochgerichtsrechte in Weilerswist. Diese Rechtsverhältnisse blieben bis zur Neuordnung der Gebiete mit Verwaltungsumgliederungen und Gerichtsreformen unter französischer Herrschaft 1798 unverändert.
Zur Herrschaft Kerpen-Lommersum gehörte auch der Ort Lommersum. Er wurde 1710 von Graf Friedrich von Schaesberg übernommen. Bei der Schaffung neuer Verwaltungsbezirke nach französischem Vorbild unter Napoleon Bonaparte, wurden Weilerswist und Lommersum 1800 zu Mairien im Kanton Lechenich. Durch die Säkularisation der kirchlichen Güter 1802 und den in den folgenden Jahren erfolgten Verkauf änderten sich die Besitzverhältnisse in Weilerswist und Lommersum grundlegend. Die Mairien blieben auch nach der kontinentalen Neuordnung durch den Wiener Kongress 1814/15 anschließend in preußischer Zeit als Bürgermeistereien und seit 1927 als Ämter auch nach Gründung des Bundeslandes Nordrhein-Westfalen 1946 bestehen. 1951 entstand das Amt Weilerswist-Lommersum, das bis 1969 bestand.
Die heutige Gemeinde Weilerswist entstand am 1. Juli 1969 durch das Gesetz zur Neugliederung des Landkreises Euskirchen, durch das die ehemaligen Gemeinden Lommersum, Metternich, Müggenhausen, Vernich und Weilerswist des ehemaligen Amtes Weilerswist-Lommersum zur Gemeinde Weilerswist zusammengeschlossen wurden. Die korrekte Silbentrennung des Gemeindenamens lautet „Wei|ler|swist“. Sie resultiert aus dem historischen Zusammenschluss der ehemaligen Dörfer Weiler und Swist.
Der deutsche Wetterdienst stellte am 31. Juli 2020 den bis dato bundesweit heißesten Tag des Jahres mit 36,9 °C in Weilerswist fest. Außerdem gab es hier am 8. August 2020 den heißesten Tag im Land Nordrhein-Westfalen mit 37,4 °C. Im Jahr 2020 hat mit 2004 Stunden die Sonne in Weilerswist, bezogen auf ganz Nordrhein-Westfalen, am längsten geschienen.
Von der Flutkatastrophe im Juli 2021 war auch Weilerswist durch das Überlaufen von Erft und Swist schwer betroffen. Von den Wassermassen eingeschlossene Personen mussten mithilfe von Helikoptern aus ihren Häusern evakuiert werden. Insbesondere untere Stockwerken mitsamt den darin enthaltenen privaten Besitztümern sowie zahlreiche Fahrzeuge wurden zerstört. Zeitweilige Strom- und Mobilfunknetzausfälle waren eine weitere Folge. Die Landesstraße 181 zwischen Derkum und Lommersum wurde unbefahrbar. Der Ortsteil Metternich war am schwersten von der Katastrophe betroffen.

## Politik

### Gemeinderat und Verwaltung

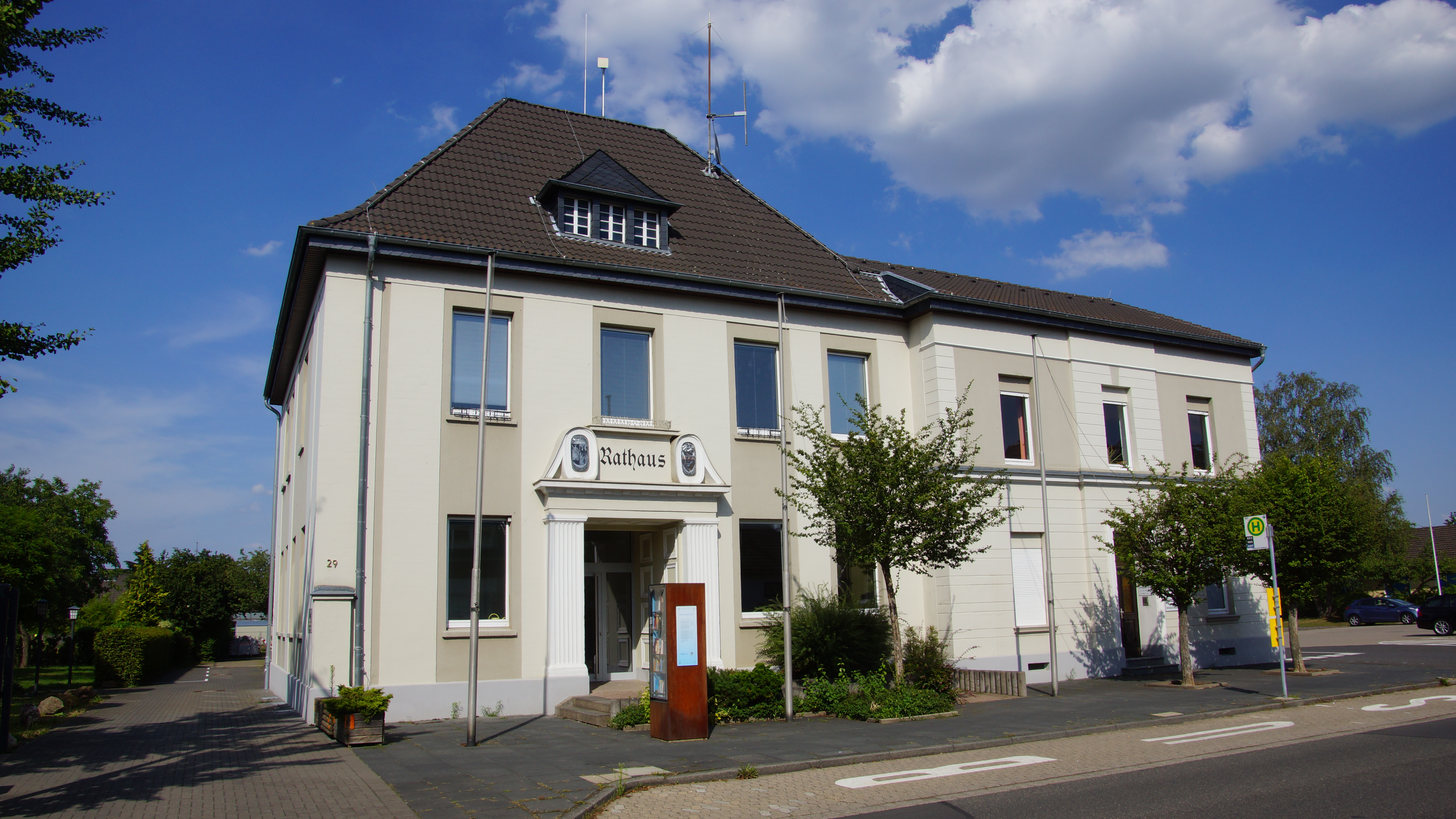
Rathaus Weilerswist

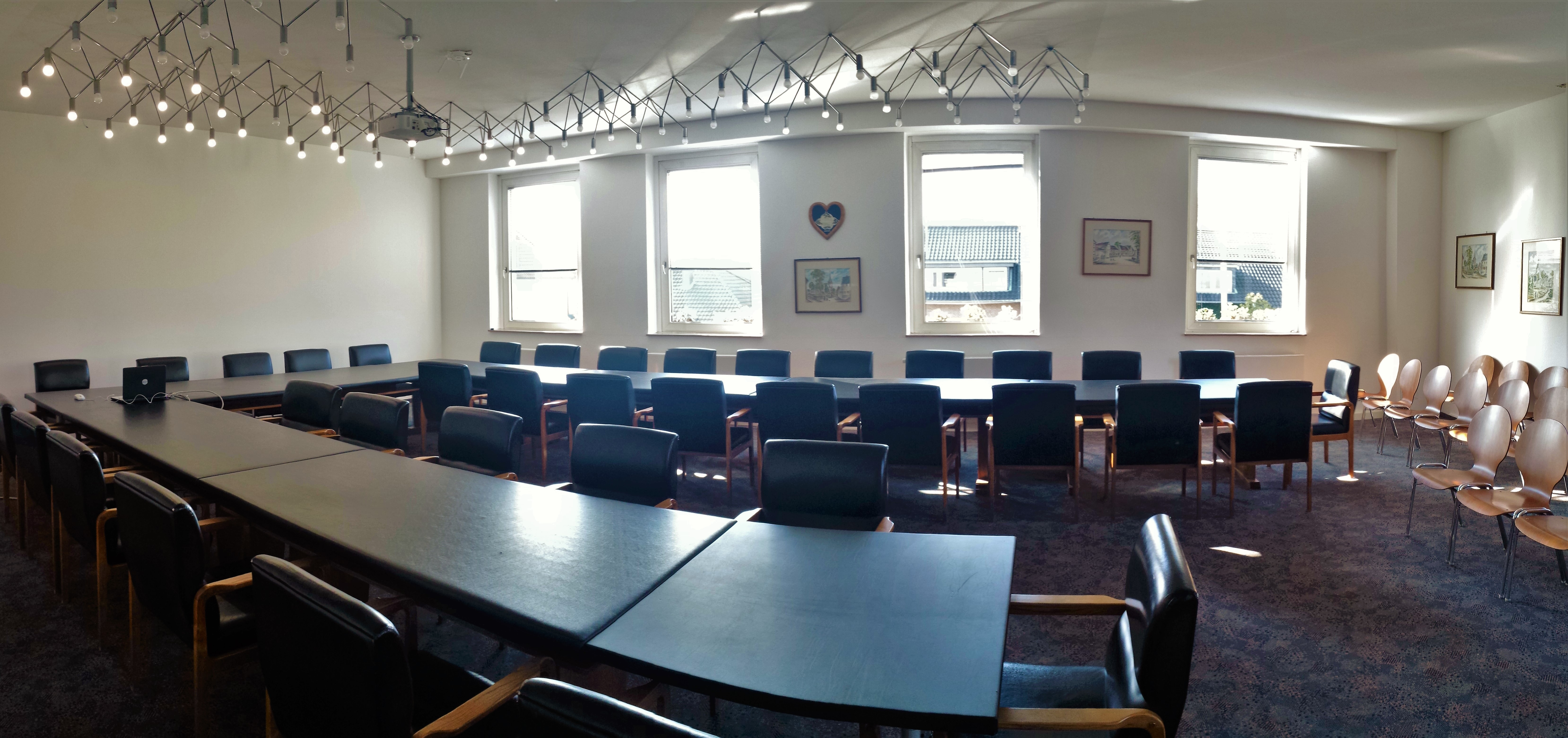
Ratssaal Weilerswist

Der Gemeinderat ist die kommunale Volksvertretung der Gemeinde Weilerswist. Über die Zusammensetzung entscheiden die Bürger alle fünf Jahre, zuletzt am 13. September 2020.
Die Verwaltung der Gemeinde wird vom Bürgermeister geführt, der als kommunaler Wahlbeamter auf Zeit fungiert. 1999 erfolgte erstmals die Direktwahl des hauptamtlichen Bürgermeisters in Weilerswist durch die Bürger für eine Amtszeit von sechs Jahren. Durch das Gesetz zur Stärkung der kommunalen Demokratie von 2013 wurde die Amtszeit von sechs auf fünf Jahre verkürzt. Ab 2020 findet die Bürgermeisterwahl zeitgleich mit der Wahl des Gemeinderats statt.
Die seit 2015 amtierende Bürgermeisterin der Gemeinde Weilerswist, Anna-Katharina Horst, musste sich am 27. November 2016 einem Abwahlverfahren stellen, das von den Fraktionen der örtlichen CDU, SPD und FDP initiiert worden war. Horst, die vor ihrer Wahl zur Bürgermeisterin für die CDU kandidiert hatte und mittlerweile parteilos ist, wurde von den Bürgern jedoch mit einer deutlichen Mehrheit von 70,7 % in ihrem Amt bestätigt. Am 12. April 2018 gelang den zuvor genannten Fraktionen durch eine Änderung der Vergabe- und Zuständigkeitsordnung die faktische Entmachtung Horsts.
Bei der Kommunalwahl 2020 wurde Horst als Einzelbewerberin in der Stichwahl erneut zur Bürgermeisterin gewählt.

### Wappen und Banner

Wappen
Banner

Der Gemeinde wurde mit Urkunde des Regierungspräsidenten in Köln vom 4. Mai 1972 das Recht zur Führung eines Wappens und einer Flagge (Banner) verliehen.

#### Wappen
Blasonierung: „Gespalten; vorne in Schwarz ein mit einem Kreuz besteckter, zweifenstriger silberner (weißer) Turm, hinten in Silber (weiß) ein schwarzer Adler.“
Das Wappen verbindet die Symbole der ehemaligen Bürgermeistereien Weilerswist und Lommersum. Der Turm symbolisiert das „Swister Türmchen“, das Wahrzeichen von Weilerswist, der Adler entstammt dem Lommersumer Gerichtssiegel von 1675. Da die ursprünglichen Farben nicht mehr zu ermitteln waren, wurden Schwarz und Silber, die Farben des Kurfürstentums Köln verwendet, dem Weilerswist seit 1303 angehörte.

#### Banner
Beschreibung des Banners: „Weiß-Schwarz im Verhältnis 1:1 längsgestreift mit dem Wappen der Gemeinde etwas oberhalb der Mitte.“

### Gemeindepartnerschaften
Die Gemeinde Weilerswist unterhält zwei Gemeindepartnerschaften. Seit 1978 besteht eine Partnerschaft mit der südfranzösischen Gemeinde Carqueiranne und seit 1989 mit der mittelenglischen Gemeinde Whitnash.

## Wirtschaft
Aufgrund der profitablen Verkehrsanbindung unweit des Autobahnkreuzes Bliesheim am Rand der Metropolregion Rhein-Ruhr und innerhalb der Euregio Maas-Rhein, hat sich die Gemeinde zu einem gefragten Standort für Unternehmen aus der Logistik und dem Handel entwickelt. Neben einem Fahrsicherheitszentrum des ADAC befindet sich in Weilerswist ein Verteilzentrum der Drogeriekette dm, in der rund 2000 Angestellte beschäftigt sind und der ein teilweise vom dänischen Logistikanbieter DSV unterhaltenes Verteilerzentrum für Westdeutschland angeschlossen ist. Ferner ist Weilerswist Sitz und Ursprung der Unternehmensgruppe Brock, die zu den größten Felgenherstellern in Deutschland zählt.
Darüber hinaus führen unter anderem der niederländische Edelstahlerzeuger Arcus, der Softwareentwickler Edoc, der Torantriebsspezialist Hörmann, der Fördertechnikanbieter ITFT, der Tankbauer Laudon, der amerikanische Industrieimmobilienbetreiber Prologis, der französische Baustoffproduzent Saint-Gobain und der Nutzfahrzeugspezialist Trans-Serv jeweils eigene Standorte in Weilerswist. Im Kernort prägen über dies lokale Gaststätten, Dienstleister und Einzelhandelsgeschäfte das Erscheinungsbild. Traditionell von großer Bedeutung sind außerdem die zahlreichen Landwirtschaftsbetriebe, Kiesgruben, Gestüte und Naherholungseinrichtungen.
Im Süden von Weilerswist ist geplant, den ursprünglich auf dem Stadtgebiet von Euskirchen gelegenen Industriepark am Silberberg um weitere 205 Hektar zu erweitern. Diese „Primesite Rhine Region“ ist für industrielle Großvorhaben reserviert und beherbergt bereits ein Werk des amerikanischen Konsumgüterkonzerns Procter & Gamble. Nachdem bislang erfolglos versucht wurde, unter anderem den Automobilhersteller BMW oder den Süßwarenhersteller Haribo nach Weilerswist zu holen, setzt man gegenwärtig auf eine Partnerschaft mit der Deutschen Post und das amerikanische Versandunternehmen Amazon.

## Sport
Weilerswist besitzt gegenwärtig 15 Sportanlagen und genießt ein reges Vereins- und Freizeitangebot. Im Fußball wird die Gemeinde von den beiden Vereinen SSV Weilerswist 1924 und TuS Vernich 1927 vertreten, die vor allem in der Jugendförderung aktiv sind. Überregionale Erfolge konnten zudem im Radsport der 1974 gegründete RTC Weilerswist und im Laufsport der 1983 gegründete LC Weilerswist feiern. Seit 1970 besitzt die Gemeinde mit dem TC Rot-Weiß Weilerswist auch einen Tennisverein mit zehn Mannschaften und seit 1988 mit dem BC Weilerswist einen Bouleverein. Zu den bekanntesten Sportlern, die zu Jugendzeiten für Weilerswister Teams gespielt haben, gehören Markus Pröll und Lukas Klünter.

## Schulwesen
Auf Anregung von Christoph Zöpel wurde in Weilerswist eine Gesamtschule errichtet.

## Kirchengemeinden
Die katholische Pfarrkirche ist dem heiligen Mauritius geweiht. Sie wurde erstmals 1308 im Wertebuch der Kirchen der Diözese Köln genannt. Die bei dem großen Dorfbrand 1757 zerstörte und anschließend abgebrochene Kirche wurde durch einen 1772 fertiggestellten Neubau ersetzt. Die barocke geschweifte achtseitige Haube mit geschlossener Laterne und geschweiftem Kuppeldach, die auf hohem Balusterschaft Kugel und Kreuz trägt, ist ein prägendes Merkmal von Weilerswist.
Zwischen 1938 und 1939 erfolgte eine Erweiterung der Kirche, um 1965 und 1996 zwei gründliche Renovierungen. Die ursprünglich barocke Einrichtung, die Ende des 19. Jahrhunderts durch eine neugotische ersetzt worden war, wurde 1964 entfernt und die Kirche erhielt wieder eine barocke Ausstattung. Die heutige Orgel wurde in der Orgelbauwerkstatt Johannes-Klais-Orgelbau in Bonn hergestellt. Sie ersetzte die Orgel aus dem ehemaligen Franziskanerkloster in Lechenich, die an die Kirche Sankt Maria von den Engeln in Brühl abgegeben wurde.
Eine weitere Kirche ist die evangelische Martin-Luther-Kirche. Bis zum Zweiten Weltkrieg lebten nur wenige evangelische Christen in Weilerswist. Erst nach 1945 vergrößerte sich die Anzahl durch Heimatvertriebene. Sie gehörten zunächst zur Kirchengemeinde Brühl, nach 1948 zur Kirchengemeinde Liblar. 1967 erhielt die Weilerswister Gemeinde eine eigene Kirche und 1973 einen eigenen Pfarrer.

## Sehenswürdigkeiten

### Bauwerke

#### Swister Turm

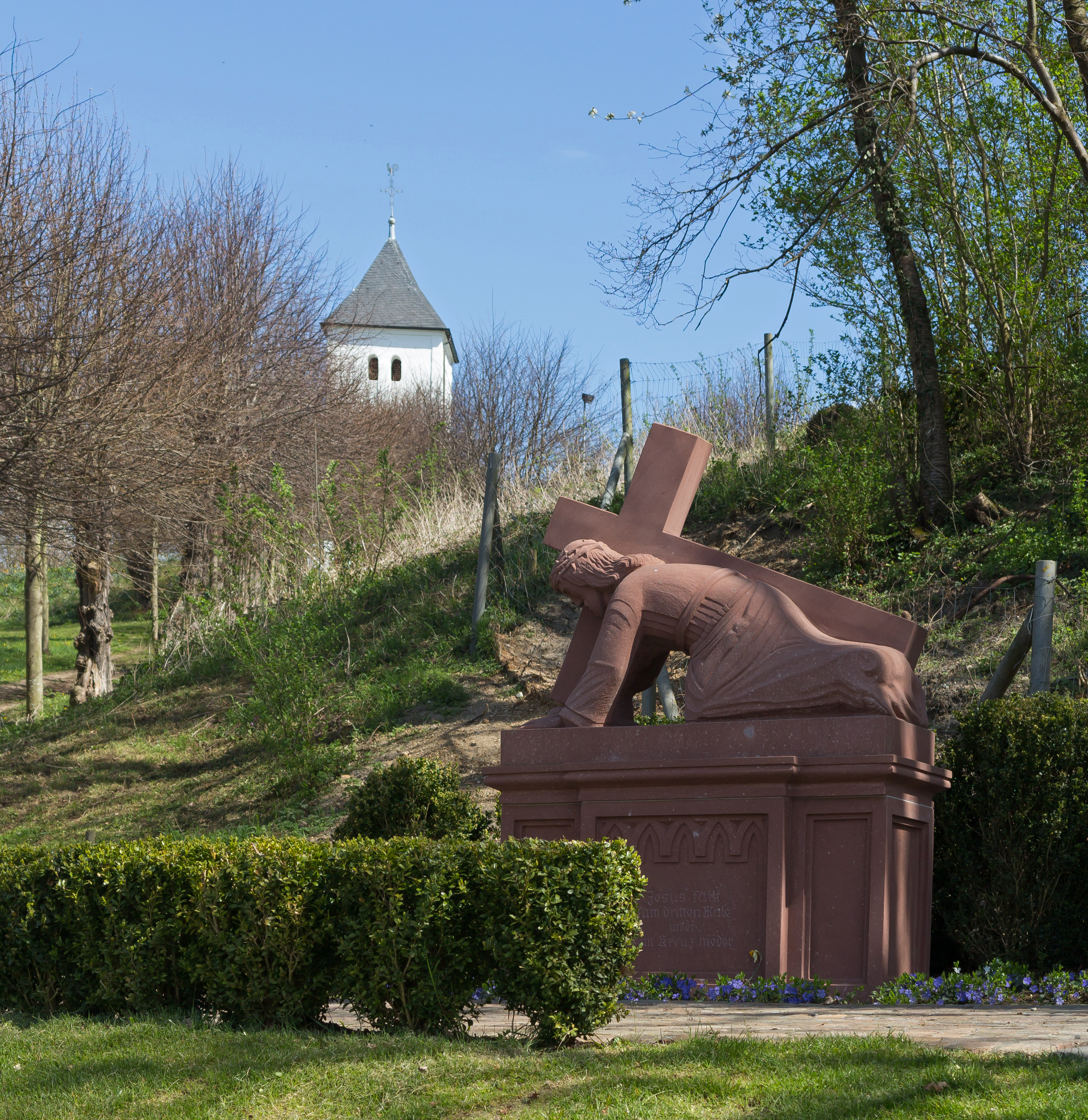
Jesus mit Kreuz

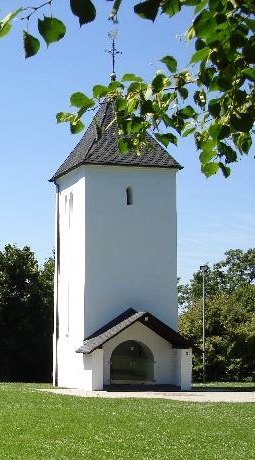
Swister Turm

Weithin sichtbar ist der Swister Turm auf dem Swister Berg, ein unter Denkmalschutz stehender Turm aus dem 11. oder 12. Jahrhundert und zugleich Wahrzeichen von Weilerswist. Der dreigeschossige, 8 m lange und 10 m breite Bau mit vorgelegtem Chorraum gehörte zu einer Wallfahrtskirche des untergegangenen Dorfes Swist oder Niederswist. Die Kirche war den heiligen Jungfrauen Fides, Spes und Caritas geweiht. Der Archäologe Peter Anton Tholen datierte sie nach Untersuchungen der verbliebenen Grundmauern aus mit Kalkmörtel verbundenen Steinen in die karolingische Zeit.
Das Gotteshaus hatte nur 50 cm breite Mauern, woraus Tholen auf einen mit Holz gedeckten Bau schloss, dessen Mörtel sich von dem des Turmes unterschied. Damit wurde die Annahme Clemens über das Alter des Turmes bestätigt. Es ist davon auszugehen, dass zusammen mit dem Turm eine steinerne Kirche errichtet wurde, die 1308 im Wertebuch der Kirchen der Diözese Köln als Pfarrkirche genannt wurde. Die im truchsessischen Krieg stark beschädigte Kirche wurde anschließend nicht restauriert. Nachdem sie ihren Status als Pfarrkirche verloren hatte, blieb sie Wallfahrtskirche bis ins 19. Jahrhundert.
1829 wurde die Kirche abgerissen, es blieb nur der Turm stehen, der 1853 ein neues Dach und im Innern eine kleine Kapelle erhielt, in der Gottesdienst stattfinden konnte. Nachdem 2002 der Swister Turm aus dem Besitz der Gemeinde an die katholische Kirchengemeinde in Weilerswist gelangt war, wurde der Swister-Turm-Verein gegründet, der Denkmalschutz und Denkmalpflege des Turmes unterstützt. Auch finden regelmäßige Veranstaltungen auf dem Swister Berg statt, wie die Wallfahrt am Pfingstmontag und die Messe zu Ehren der heiligen drei Jungfrauen. 2015 errichtete der Verein eine Statue am Fuße des Swister Berges, mit einem Abbild des kreuztragenden Jesus Christus.

#### Burganlagen
Bei Weilerswist jenseits der Autobahn liegt das eindrucksvolle Wasserschloss Burg Kühlseggen, ehemals Besitz der Kölner Jesuiten, jetzt der Freiherren von Eltz-Rübenach, während sich im Ortsteil Bodenheim die gleichnamige Burg Bodenheim, der letzte erhaltene Adelssitz der ehemaligen Herrschaft Kerpen-Lommersum, befindet.
Im Ortsteil Metternich stehen die gleichnamige Burg Metternich und Reste der Burganlage von Haus Velbrück. Sie sind Stammsitze der Familien von Metternich. Beide Häuser waren wohl ursprünglich bereits römisch besiedelt, sind urkundlich jedoch erst seit dem Mittelalter nachweisbar. Zwischen den beiden Häusern, deren Hofbereiche aneinandergrenzen, verläuft in Ost-West-Richtung die Swist und in Süd-Nord-Richtung die Römerstraße von Trier an den Rhein bei Wesseling. Auf Burg Metternich, einer zweiflügligen Anlage, die ihre jetzige Form im 17. Jahrhundert erhielt, wurde Anfang des 19. Jahrhunderts der Gesellschaftsvertrag der Firma Friedrich Krupp zu Essen geschlossen. Der rheinisch-französische Jurist und spätere preußische Staatsrat Heinrich Daniels hat dort den Code civil ins Deutsche übersetzt und so die Grundlage für das Rheinische Zivilgesetz gegeben. Burg Metternich wird heute von den Freiherren Spies von Büllesheim bewohnt. Auf Haus Velbrück sind die Nachfahren der Familie Hallbach ansässig. In der Hofanlage befindet sich der Sitz einer Buchhandlung und des Verlages Velbrück Wissenschaft.
Im Ortsteil Kleinvernich steht der Antoniterhof, ein Vierkanthof aus Backstein, der nach dem Brand der ursprünglich ab 1405 von einem Wassergraben umgebenen Hofanlage 1781 wieder neu aufgebaut wurde. Seit Mitte des 19. Jahrhunderts ist das Gut im Besitz der Familie Friedrich Schmitt, Ehrenbürger der Gemeinde Weilerswist. Der Vierkanthof aus Backstein zählt zu den ältesten denkmalgeschützten Hofanlagen des Ortes und wurde in die Liste der Baudenkmäler in Weilerswist aufgenommen.

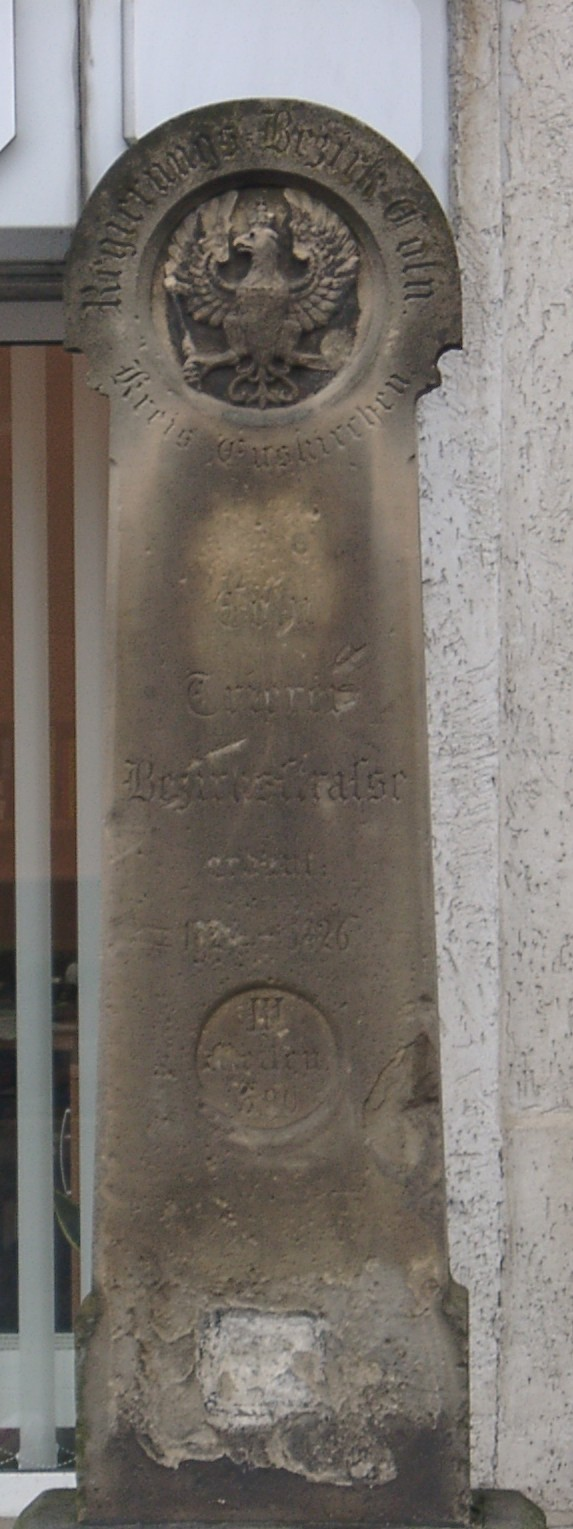
Meilenstein an der Hauptstraße
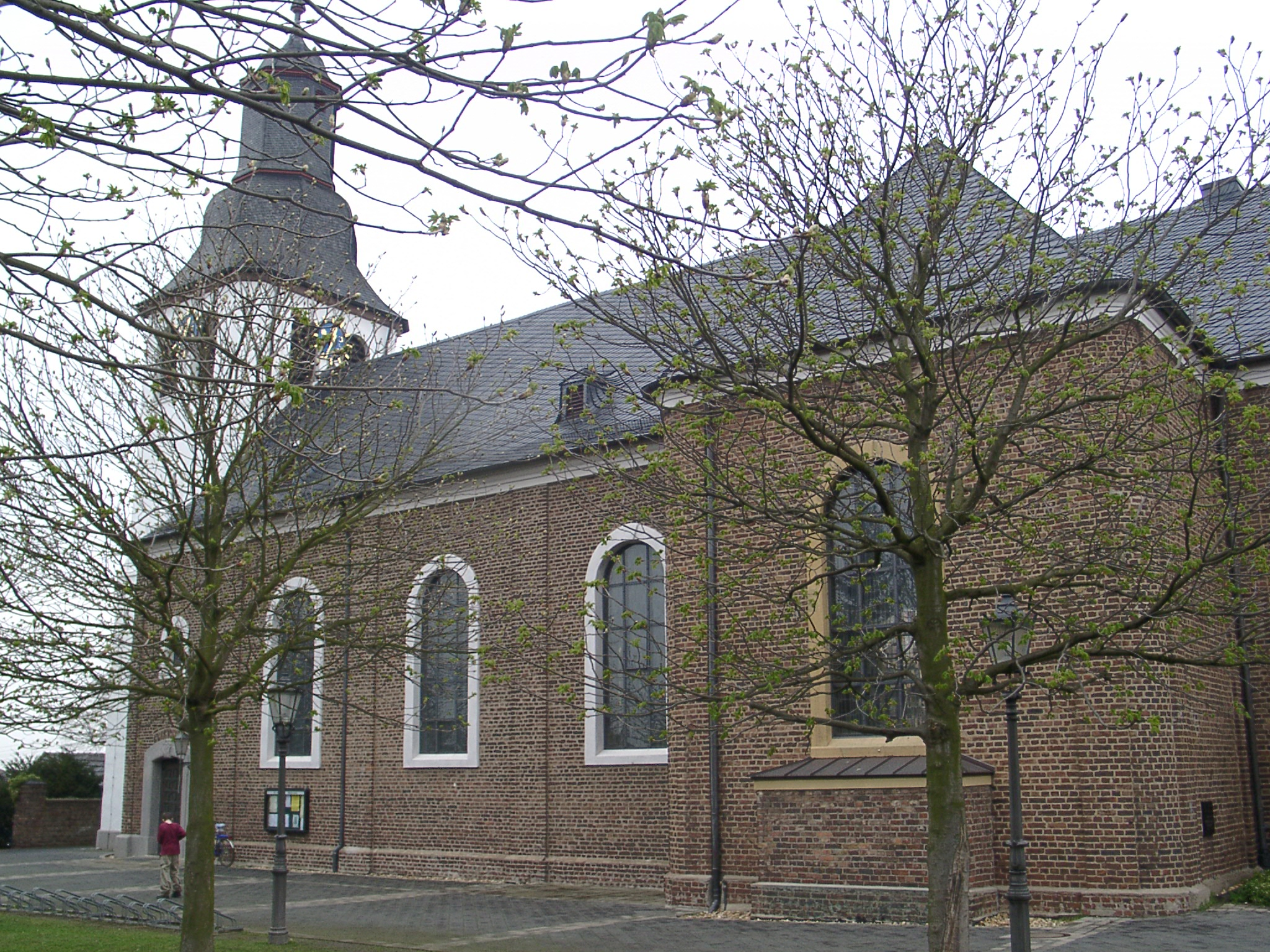
Sankt Mauritius in Weilerswist
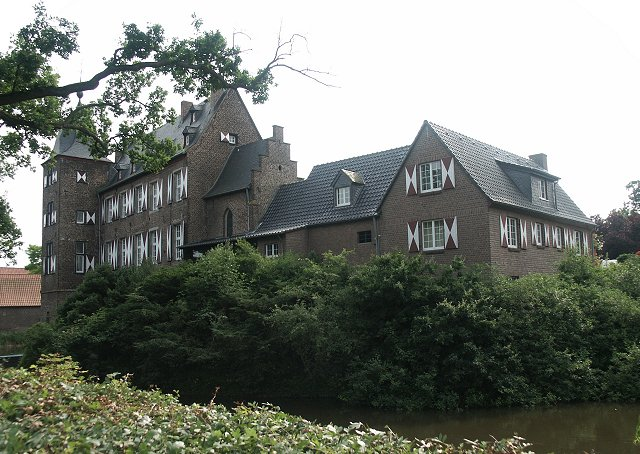
Burg Kühlseggen
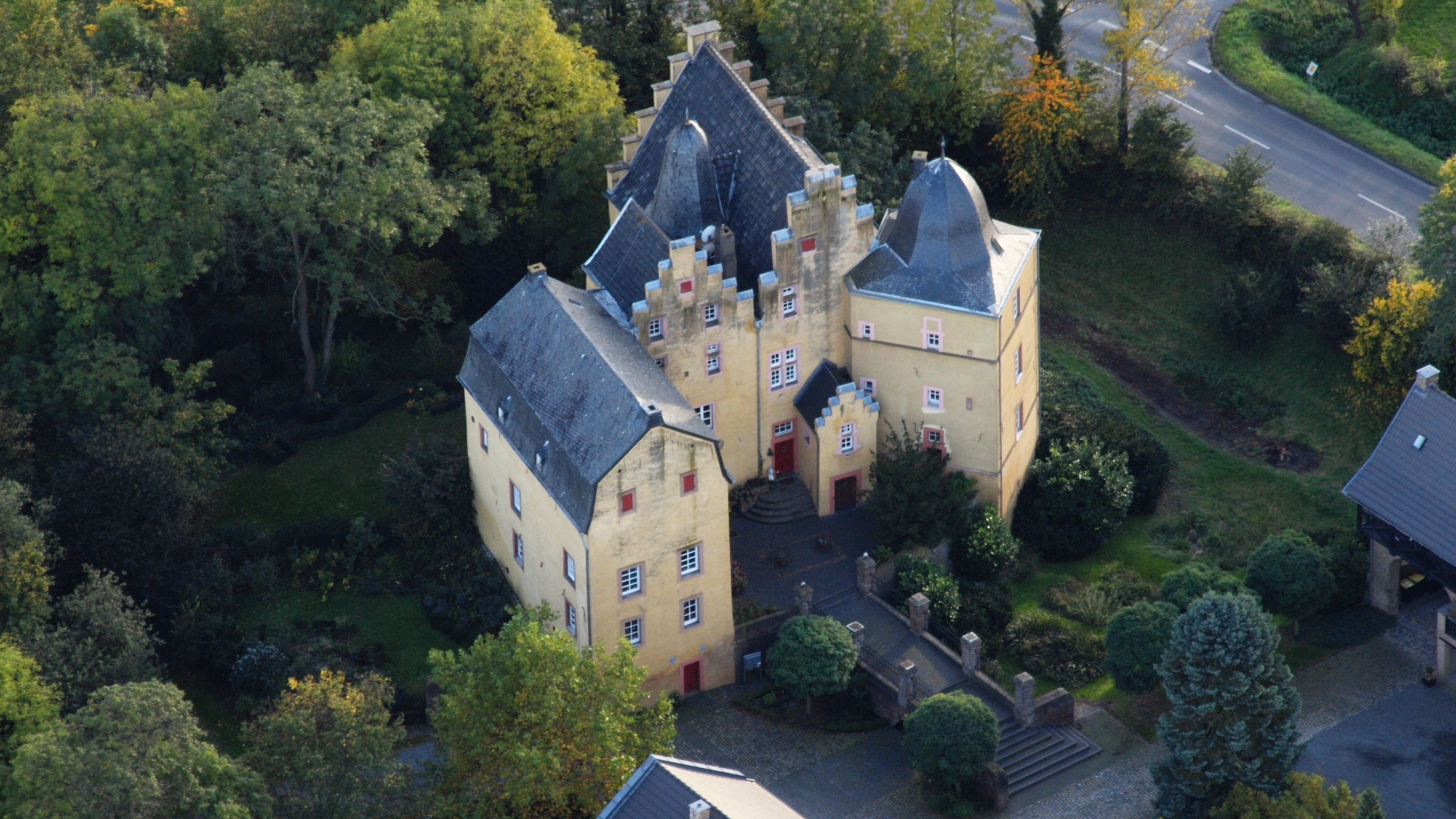
Burg Bodenheim
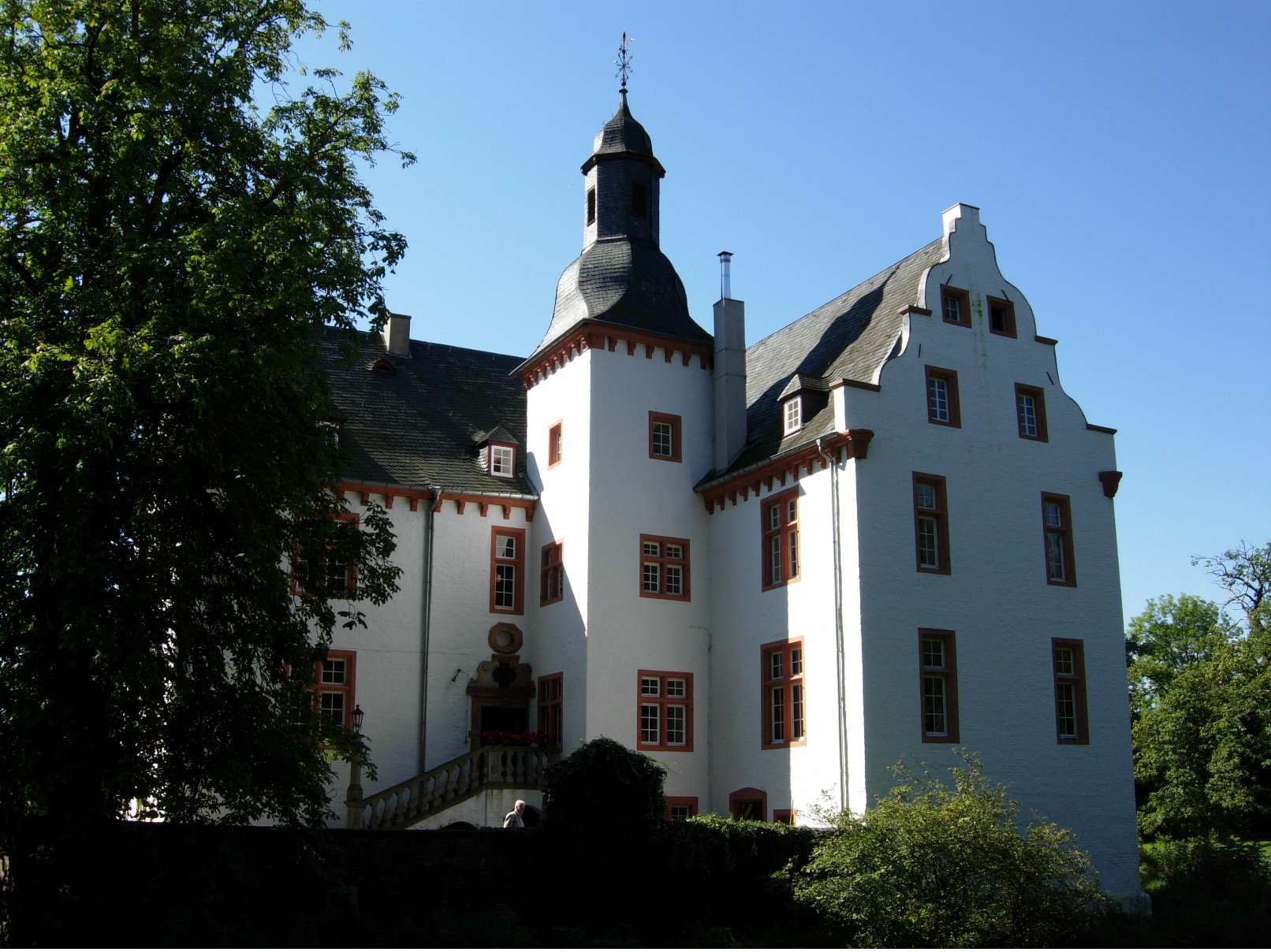
Burg Metternich
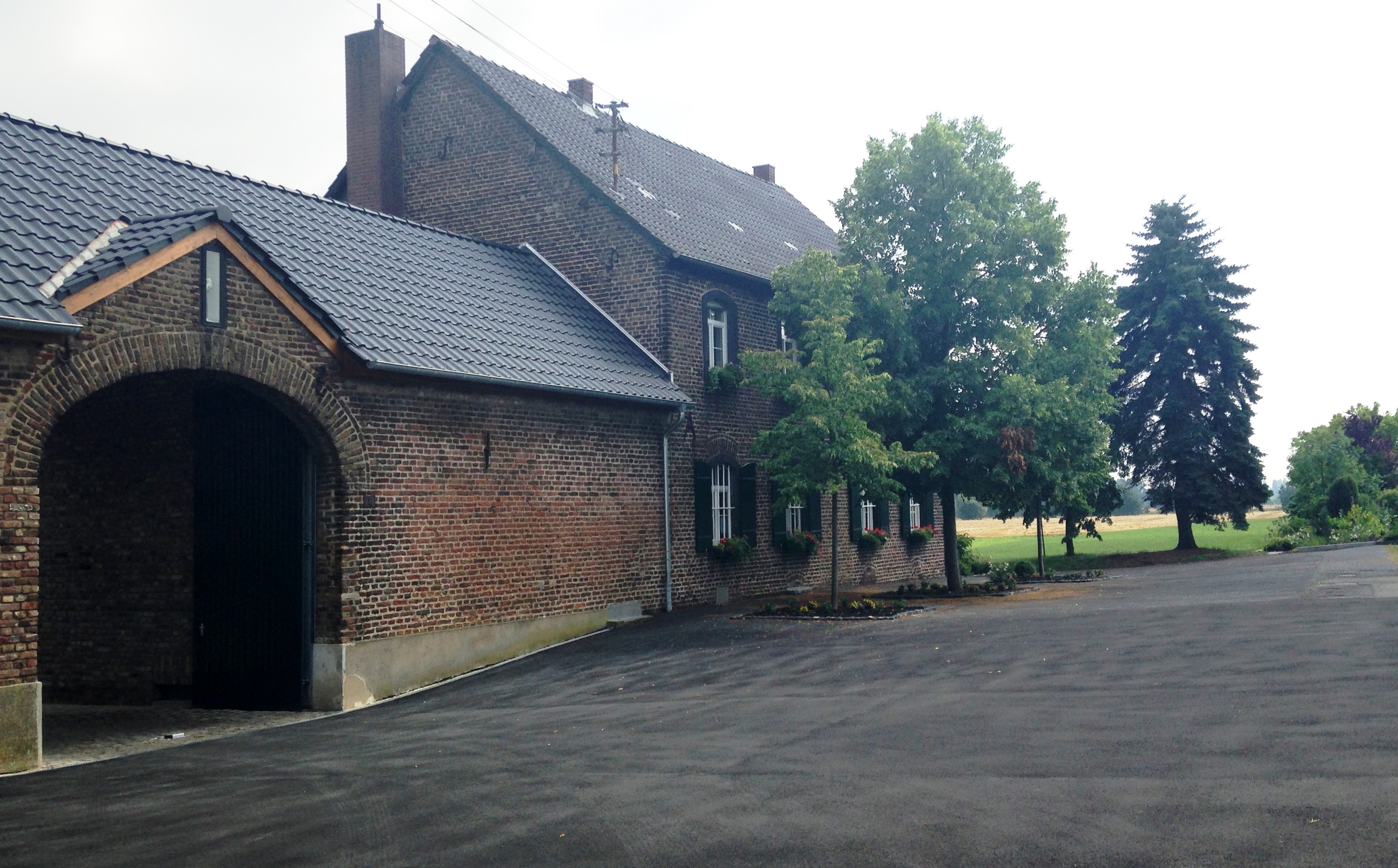
Gut Antoniterhof in Kleinvernich
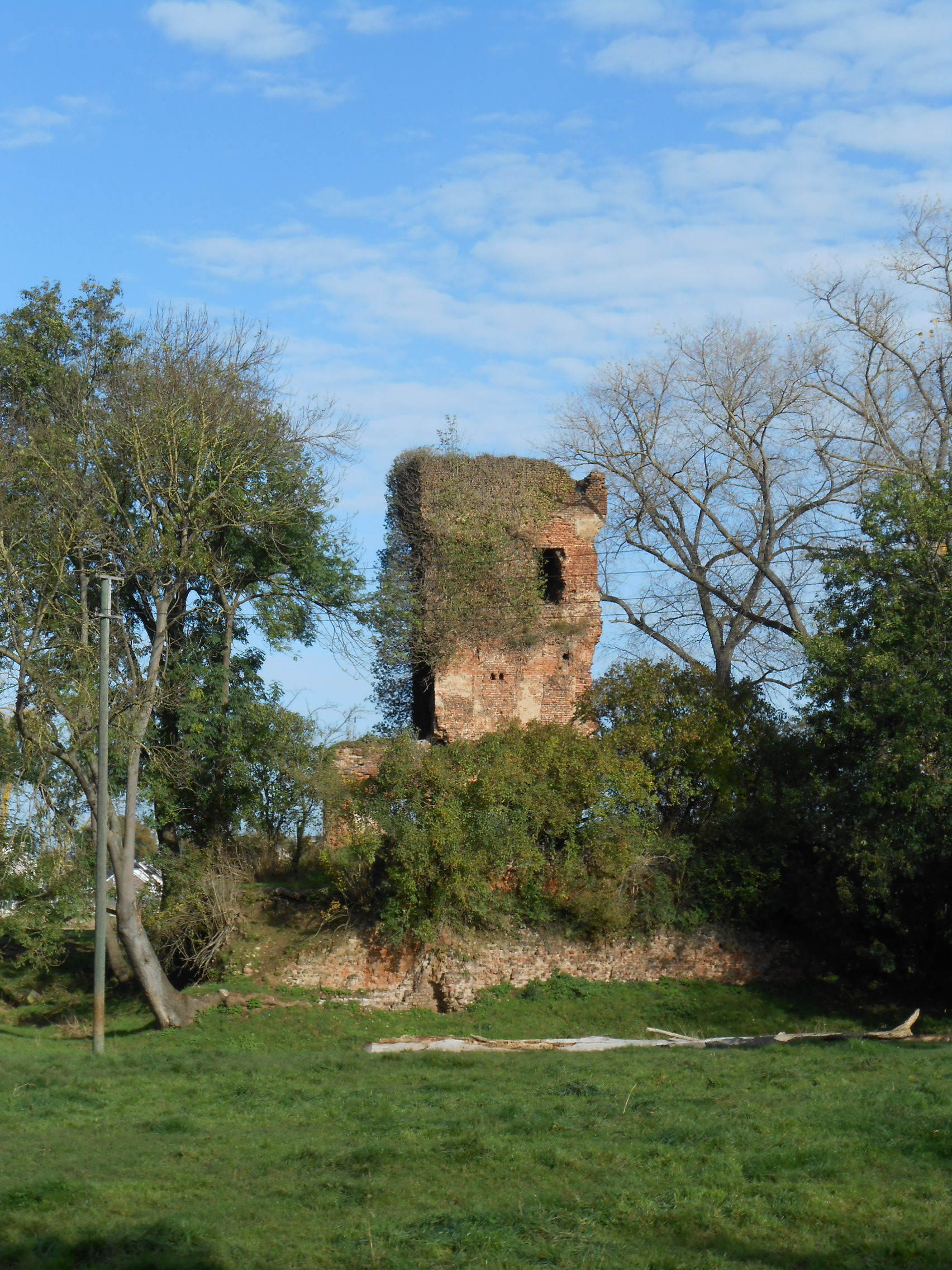
Ruine der Burg Großvernich
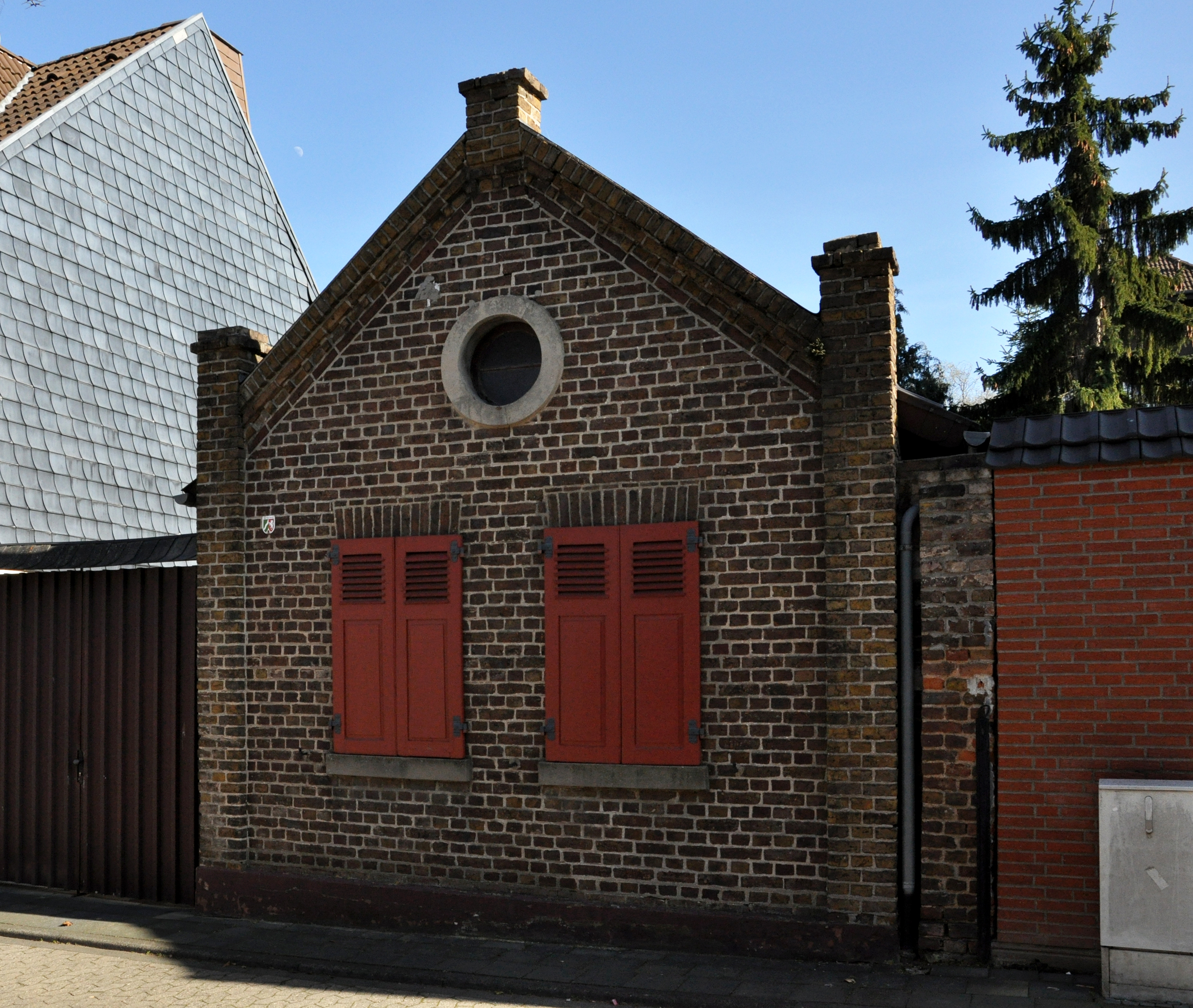
Ehemalige Synagoge in Lommersum
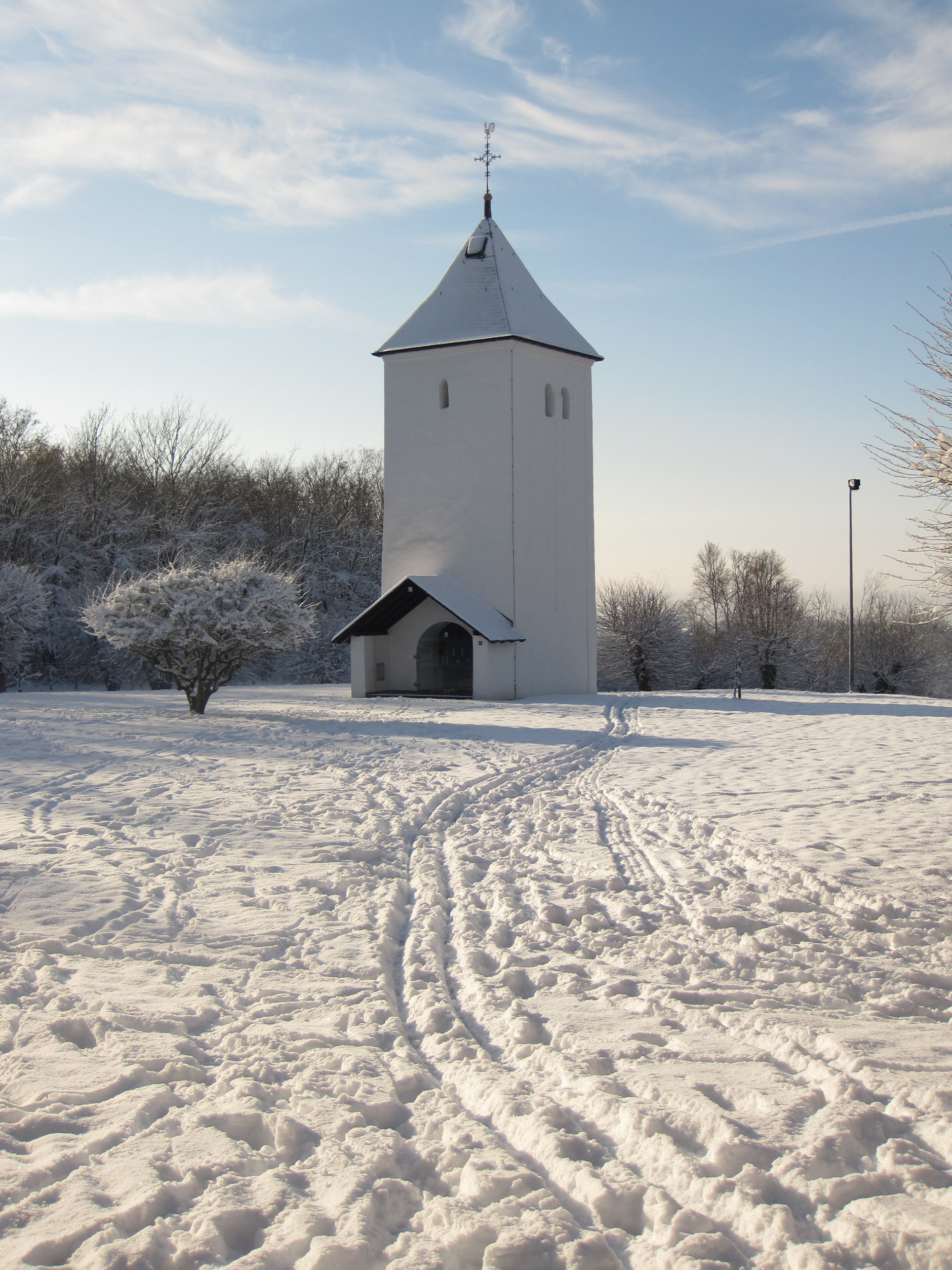
Swister Turm im Winter
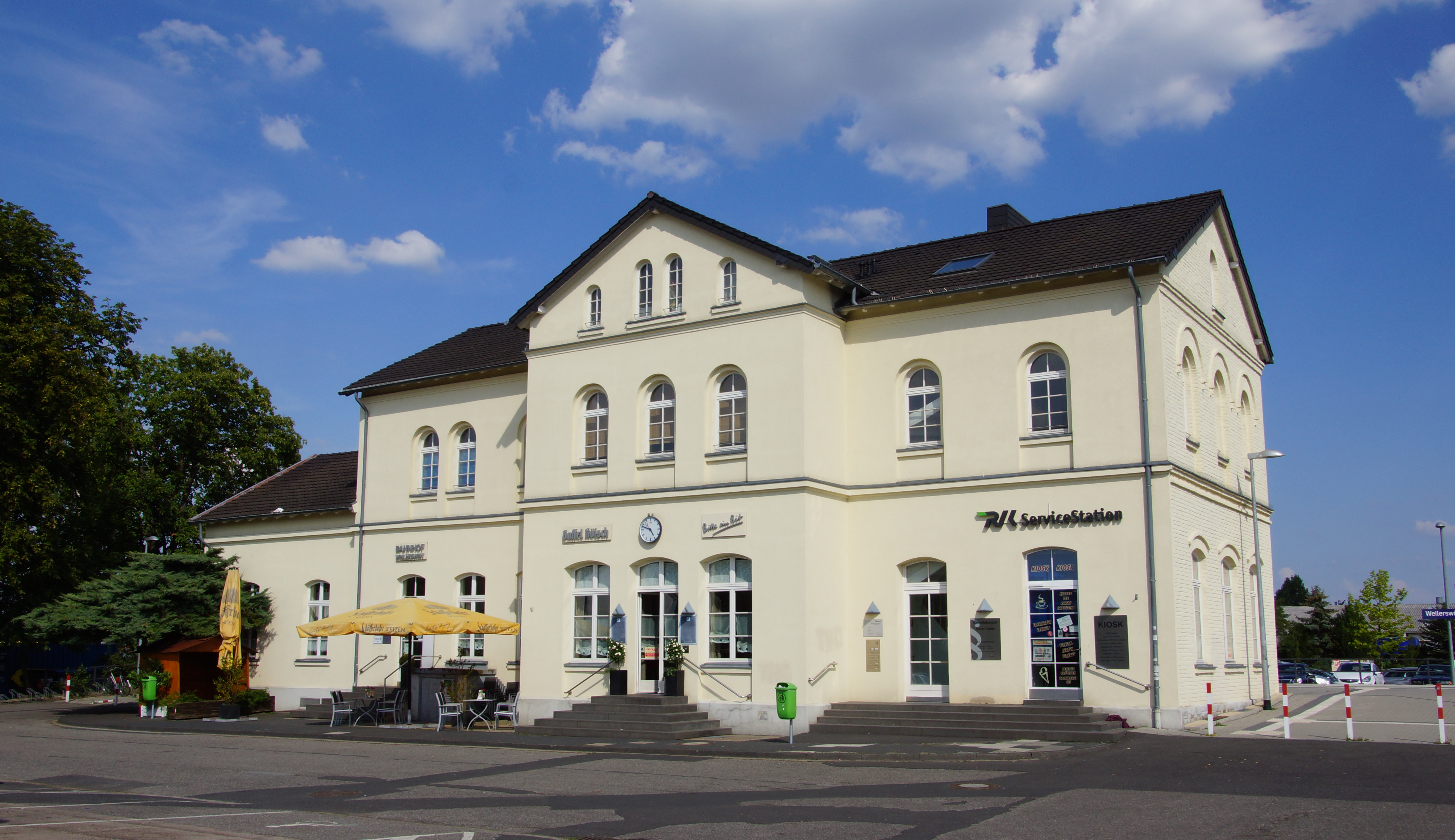
Bahnhof Weilerswist
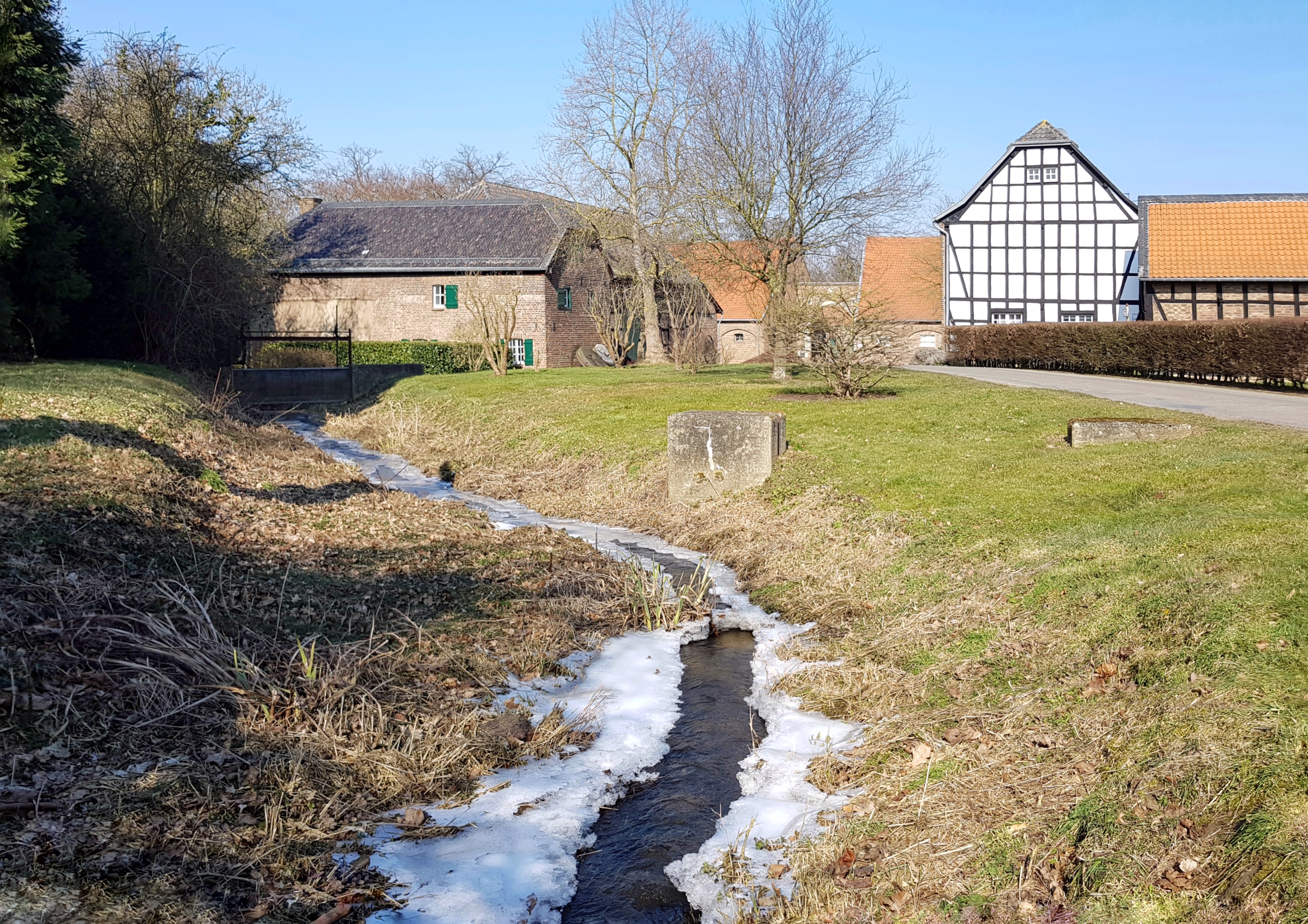
Der Mühlgraben am Gut Kühlseggen

### Museen
An der Kölner Straße befindet sich das Adler-Zweirad-Museum. Neben einer umfangreichen Ausstellung restaurierter und originalerhaltener Motorräder und Fahrräder, unterhält das Museum ein Archiv technischer Besonderheiten, Bedienungsanleitungen und Begleitliteratur der Fahrzeugmarke Adler.
An der Hauptstraße findet sich das Druckereimuseum des Verlegers Ralf Liebe, das seit 1992 mit einem umfangreichen Verlagsprogramm aufwartet.
Darüber hinaus gibt es im Ortsteil Großvernich in der alten Schule das Handwerk- und Heimatmuseum, das vom Dorfverschönerungsverein unterhalten wird. Es ist gegliedert in Bereiche des traditionellen Handwerks und des täglichen dörflichen Lebens einschließlich religiöser Elemente und der Landwirtschaft.

## Verkehr

### Schienenverkehr

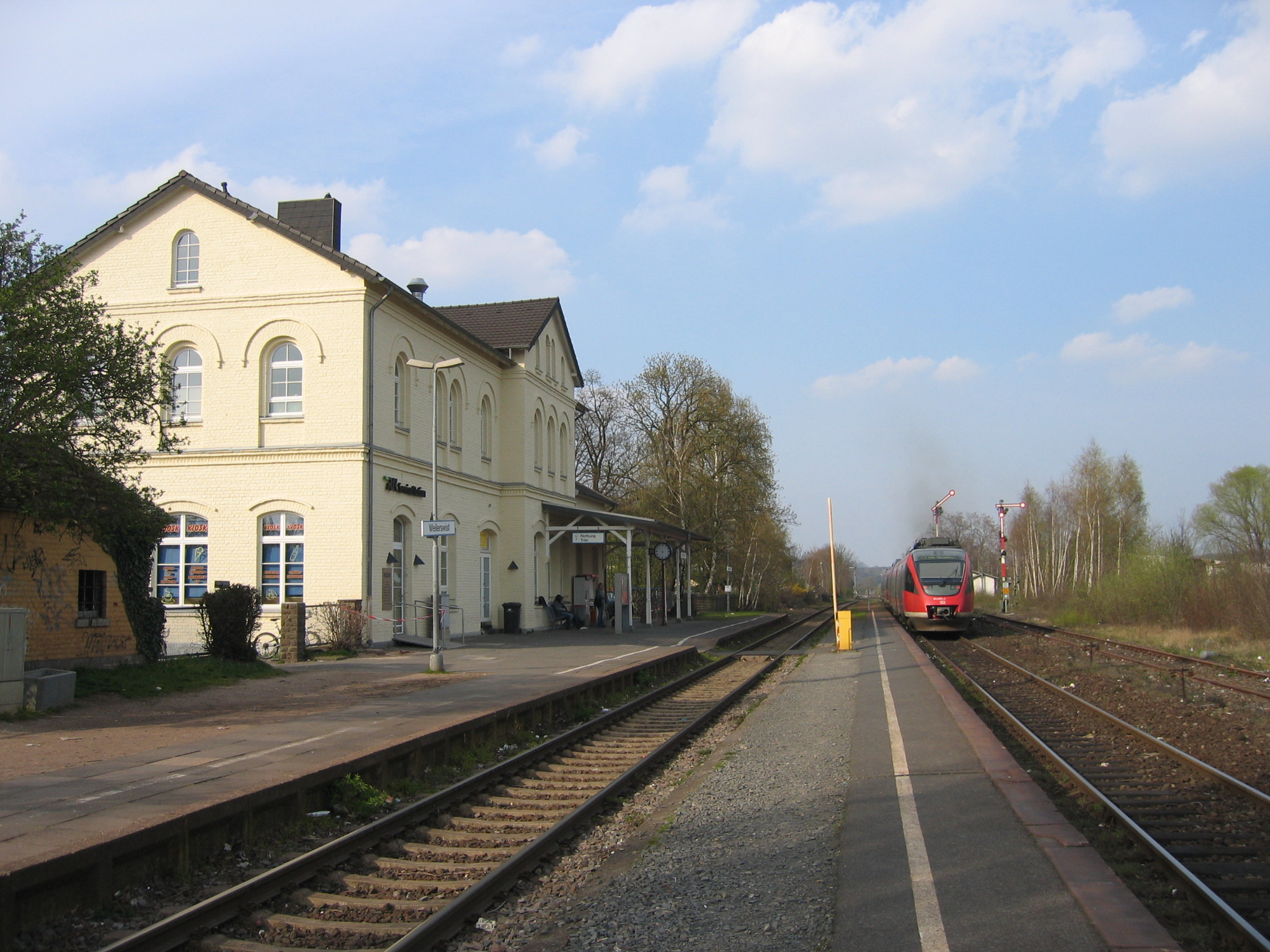
Haltepunkt Weilerswist

Der Haltepunkt Weilerswist, dessen Empfangsgebäude unter Denkmalschutz steht liegt an der Eifelstrecke (Köln – Euskirchen – Gerolstein – Trier). Hier verkehren im Schienenpersonennahverkehr der Eifel-Express (RE 22) und die Eifel-Bahn (RB 24). Zusätzlich halten einzelne Züge des Eifel-Mosel-Express (RE 12).
| Linie       | Verlauf | Takt                                               |
| ----------- | --- | -------------------------------------------------- |
| RE 12       | Eifel-Mosel-Express: Köln Messe/Deutz – Köln Hbf – Köln Süd – (Erftstadt – Weilerswist –) Euskirchen (– Mechernich – Kall – Jünkerath – Gerolstein – Bitburg-Erdorf – Trier Hbf) (aufgrund von Hochwasserschäden längerfristig im Schienenersatzverkehr zwischen Kall und Trier Hbf) Stand: Fahrplanwechsel Dezember 2023 | einzelne Zugpaare                                  |
| RE 22 RB 22 | Eifel-Express: Köln Messe/Deutz – Köln Hbf – Köln West – Köln Süd – Erftstadt – Weilerswist – Euskirchen – Mechernich – Kall (Gattungswechsel RE/RB) – Urft (Steinfeld) – Nettersheim – Blankenheim (Wald) – Schmidtheim – Dahlem (Eifel) – Jünkerath – Lissendorf – Oberbettingen-Hillesheim – Gerolstein – Birresborn – Mürlenbach – Densborn – Usch/Zendscheid – St. Thomas – Kyllburg – Bitburg-Erdorf – Hüttingen – Philippsheim – Speicher – Auw an der Kyll – Daufenbach – Kordel – Ehrang – Pfalzel – Trier Hbf (aufgrund von Elektrifizierungsarbeiten wechselnde Abschnitte längerfristig im Schienenersatzverkehr) Stand: 16. Juni 2025 | 60 min                                             |
| RB 24       | Eifel-Bahn: Köln Messe/Deutz – Köln Hbf – Köln West – Köln Süd – Hürth-Kalscheuren – Brühl-Kierberg – Erftstadt – Weilerswist – Weilerswist-Derkum – Euskirchen-Großbüllesheim – Euskirchen – Satzvey – Mechernich – Scheven – Kall (– Urft (Steinfeld) – Nettersheim – Blankenheim (Wald) – Schmidtheim – Dahlem (Eifel) – Jünkerath – Lissendorf – Oberbettingen-Hillesheim – Gerolstein) Stand: 16. Juni 2025 | 60 min (Köln–Kall) einzelne Züge (Kall–Gerolstein) |

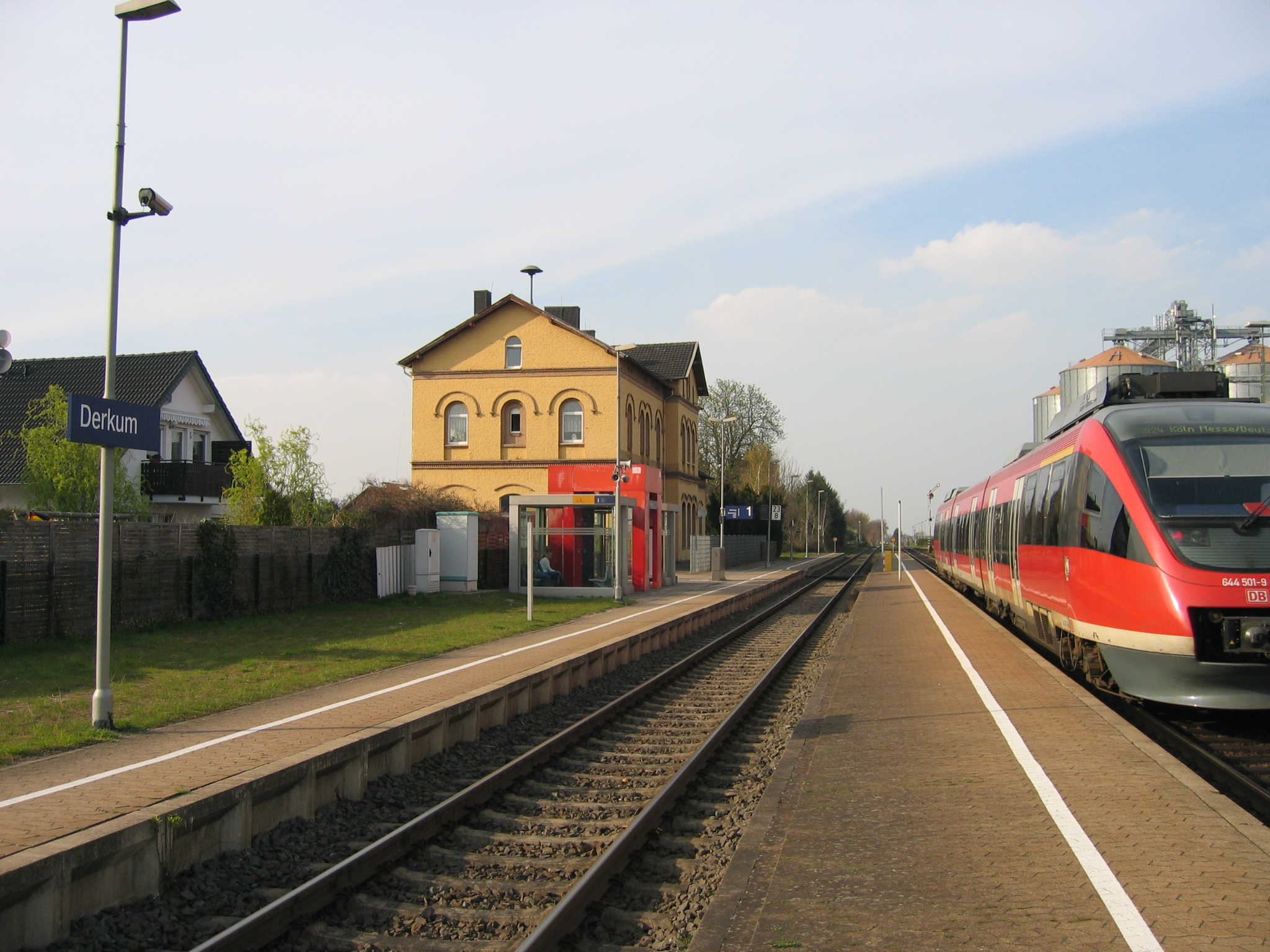
Bahnhof Weilerswist-Derkum

Ein weiterer Bahnhof liegt im Ortsteil Ottenheim, trägt allerdings den Namen des benachbarten Ortsteiles Derkum. Grund hierfür ist, dass es bei der Eröffnung der Bahnstrecke 1871 noch keinen Ort Ottenheim gab, sondern nur ein gleichnamiges Gut. Der Bahnhof Weilerswist-Derkum wird nur von der RB 24 (Eifel-Bahn) täglich stündlich bedient.
Durchgeführt wird der Schienenpersonennahverkehr von der DB Regio NRW. Die Eifelstrecke gehört zum Kölner Dieselnetz.
Als Fahrzeuge werden Dieseltriebzüge Coradia Lint von Alstom eingesetzt, auch bekannt als Baureihe 620 bzw. Baureihe 622. Gefahren wird in der Regel mit einem sogenannten LINT 81 (Baureihe 620) oder einer Doppeltraktion zur Hauptverkehrszeit mit einem LINT 81 (BR 620) und einem LINT 54 (Baureihe 622). Die Züge von Alstom sind auf eine Höchstgeschwindigkeit von 140 km/h ausgelegt.
Für den gesamten Öffentlichen Personennahverkehr (ÖPNV) gilt der Tarif des Verkehrsverbundes Rhein-Sieg und tarifraumüberschreitend der NRW-Tarif.
Eine zweite Bahnlinie, die „Ruhr-Mosel-Strecke“, auch „Strategische Bahn“ genannt, wurde im Zuge des Vertrages von Versailles vor ihrer Fertigstellung wieder abgebaut: Sie kreuzte in Weilerswist die Strecke Köln–Trier, sollte an die Ahr führen und in die dortige Bahnlinie einmünden. In Weilerswist-Metternich, nähe „Am blauen Stein“ war ein Bahnhof geplant. Der Trassenverlauf im Gemeindegebiet entspricht fast vollständig der heutigen Bundesautobahn 61.

### Busverkehr
Die VRS-Buslinien 823 (überwiegend als TaxiBusPlus nach Bedarf), 985 und 986 der RVK verbinden den Kernort Weilerswist mit allen Ortsteilen sowie mit Euskirchen, Brühl und Heimerzheim. Haupthaltestelle und zentraler Umsteigepunkt ist der Bahnhof Weilerswist.
| Linie | Verlauf |
| ----- | --- |
| 823   | MiKE (außer im Schülerverkehr): Weilerswist Bf – (Großvernich –) Kleinvernich – Horchheim – Lommersum – Bodenheim                   |
| 985   | Euskirchen Bf – Wüschheim – Ottenheim – Derkum – Hausweiler – Großvernich – Weilerswist Bf – Brühl Mitte (Stadtbahn)                |
| 986   | Abends und am Wochenende als TaxiBusPlus: Heimerzheim – Neukirchen – Müggenhausen – Abzw. Schwarzmaar – Metternich – Weilerswist Bf |

### Straßen
Es bestehen Anbindungen an die Bundesautobahnen A1 und A61. Die A553 ist über beide Anschlussstellen erreichbar.
Zwischen Weilerswist und Vernich befindet sich ein Kreisverkehr, der auf die Umgehungsstraße L163 zu den Anschlussstellen Weilerswist-West (zur A1) und Weilerswist (zur A61) führt. Über diese Umgehungsstraße kann man seit 2009 auch auf die K11 nach Erftstadt wechseln.

### Radwege
Die Gemeinde ist an mehrere Radwanderwege angeschlossen:
- Die 524 km lange Wasserburgen-Route verbindet mehr als 130 Burgen am Rand der Eifel und in der Kölner Bucht.
- Das 265 km lange Radwegenetz der Tälerroute erschließt touristisch interessante Orte in Nordrhein-Westfalen auf familienfreundlicher Strecke.
- Der Erft-Radweg führt über rund 110 Kilometer an der Erft entlang. Von der Quelle in Nettersheim-Holzmülheim bis zur Mündung in den Rhein in Neuss.

### Flugverkehr
Das Ultraleichtfluggelände Weilerswist liegt etwa 3,5 km südlich der Ortsmitte.

## Persönlichkeiten

### Söhne und Töchter
- Johann Hugo von Orsbeck (1634–1711), Bischof von Speyer und Erzbischof und Kurfürst von Trier.
- Karl Flink (1895–1958), Fußballspieler und erster Trainer des 1. FC Köln
- Richard Stern (1899–1967), Unternehmer, der im Jahre 1939 aufgrund der Judenverfolgung aus Deutschland in die Vereinigten Staaten auswanderte, wohnhaft in der Villa Stern (heute Haus Heskamp)
- Heinz Küpper (1935–2023), Politiker (CDU)
- Hans Jander (1930–2011), Konzertpianist und Hochschullehrer
- Karl-Heinz Hagemann (1945–2023), Brigadegeneral der Bundeswehr

### Ehrenbürger
- Jakob Brock (1899–1984), ehemaliger Bürgermeister des Ortsteiles Metternich (1945–1969) und Widerstandskämpfer im Zweiten Weltkrieg, nach ihm ist die Jakob-Brock-Straße benannt.
- Armand Conan (* 1920), ehemaliger Bürgermeister der südfranzösischen Partnergemeinde Carqueiranne, nach ihm ist der Armand-Conan-Platz benannt.
- Josef Esser (1922–2009), ehemaliger Amts- und Gemeindedirektor (1922–2009).[23]
- Josef Schaeben (1898–1966), langjähriger Bürgermeister des Kernortes Weilerswist, nach ihm ist die Josef-Schaeben-Grundschule benannt.
- Friedrich Schmitt (1923–2015), erster Bürgermeister der heutigen Gemeinde Weilerswist (1969–1979, CDU),[24] Träger des Verdienstkreuzes am Bande,[25] des goldenen Ehrenrings[26] der Gemeinde Weilerswist und Ehrenbürger der französischen Partnergemeinde Carqueiranne.[27]
- Karl Josef Schmitz († 1924), Pfarrer an Heilig Kreuz im Ortsteil Vernich. Er gilt als Ehrenbürger von Vernich, obwohl es weder Ratsbeschluss noch Verleihungsurkunde gibt. Die Vermutung liegt nahe, dass bei einer öffentlichen Veranstaltung die Ehrenbürgerwürde von der Gemeinschaft der Dorfvereine verliehen wurde.
- Peter Vey (1892–1967), langjähriger Bürgermeister der Ortsteile Großvernich, Kleinvernich und Horchheim sowie langjähriger SPD-Abgeordneter im Kreistag Euskirchen, nach ihm ist die Peter-Vey-Straße benannt.

### Persönlichkeiten mit Bezug zu Weilerswist
- Holger Czukay (1938–2017), Musiker, wohnte während seines letzten Lebensabschnitts in Weilerswist und starb ebenda[28]
- Hermann Knöppel (* 1956), Fußballspieler und -trainer, wohnte in Weilerswist und trainierte den SSV Weilerswist
- Pierre Littbarski (* 1960), Fußballspieler und -trainer, wohnte während seiner Zeit beim 1. FC Köln in Weilerswist[29]
- Detlef Seif (* 1962), Politiker (CDU) und Mitglied des Bundestages, wuchs in Weilerswist auf[30]
- Hansi Flick (* 1965), Fußballspieler und -trainer, wohnte während seiner Zeit beim 1. FC Köln in Weilerswist neben Pierre Littbarski[31]
- Ralf Liebe (* 1966), Verleger, hat seinen Firmensitz in Weilerswist
- Markus Pröll (* 1979), Fußballspieler und Trainer, spielte in der Jugend beim SSV Eintracht Lommersum
- Rewinside (* 1992, bürgerlich Sebastian Meyer), Webvideoproduzent, Livestreamer und Musikproduzent, wuchs in Weilerswist auf[32]
- Lukas Klünter (* 1996), Fußballspieler, spielte in der Jugend beim SSV Weilerswist
- Neele Marie Nickel (* 2000), Schauspielerin, wuchs in Weilerswist auf[33]

Sonstige
- Die Fürsten, Grafen und Freiherrn von Metternich sowie Wolff-Metternich sind eng mit dem heutigen, nach ihnen benannten Ortsteil Metternich verbunden.
- Die einflussreiche Rockband Can betrieb in einem ehemaligen Kinosaal an der Hauptstraße (heute Kölner Straße) ihr Probe- und Aufnahmestudio. 1978 übernahm der Produzent René Tinner das Can-Studio und produzierte dort unter anderem für Künstler wie Marius Müller-Westernhagen, Trio, Joachim Witt und Fury in the Slaughterhouse. 2007 wurde das Studio abgebaut und im Rock’n’popmuseum in Gronau wieder aufgebaut.